# Cutting Crew
Cutting Crew är ett brittiskt poprockband som bildades 1985. Den största framgången fick de med hitsingeln, "(I Just) Died in Your Arms", från debutalbumet Broadcast. 
Bandet bestod av sångaren Nick Van Eede, Kevin Scott MacMichael (gitarr), Colin Farley (basgitarr), Martin Beedle (trummor) och Anthony "Tony" Moore (1986–1988, klaviatur). 1993 bröt bandet upp och 2002 dog MacMichael i cancer.
Bandets femte studioalbum, Add To Favourites, släpptes 2015.

## Medlemmar

### 1985–1993
- Nick Van Eede – sång, gitarr, keyboards
- Kevin MacMichael – gitarr
- Colin Farley - basgitarr
- Martin "Frosty" Beedle – trummor
- Tony Moore – keyboards

### 2005–2008
- Nick Van Eede – sång, gitarr, keyboards
- Sam Flynn – keyboards
- Gareth Moulton – gitarr
- Dominic Finley – basgitarr
- Tom Arnold – trummor

### 2013–
- Nick Van Eede – sång, gitarr, keyboards
- Gareth Moulton – gitarr
- Tom Arnold – trummor
- Joolz Dunkley – gitarr, keyboards
- Jono Harrison – keyboards
- Martyn Barker – trummor
- Nick Kay — basgitarr
- Mak Norman – basgitarr
- Gary Barnacle – saxofon
- Nik Carter – basgitarr
- TJ Davis – körsång
- Angela Brooks – körsång

## Diskografi

### Album
Studioalbum
- 1986 Broadcast
- 1989 The Scattering
- 1992 Compus Mentus
- 2006 Grinning Souls
- 2015 Add To Favourites

Samlingsalbum
- 1993 The Best Of
- 2000 Cutting Crew

### Singlar
- "(I Just) Died in Your Arms" (1986)
- "I've Been in Love Before" (1986)
- "Broadcast" (1986)
- "Any Colour" (1987)
- "One For the Mockingbird" (1987)
- "(Between a) Rock and a Hard Place" (1989)
- "The Scattering" (1989)
- "Everything But My Pride" (1989)
- "If That's The Way You Want It" (1992)
- "Hard On You" (2006)